# Scopelengys clarkei
Espèce
Scopelengys clarkei est une espèce de poissons téléostéens (Teleostei).